# 沙弗呂格山
46°45′44″N 9°40′04″E / 46.76219317°N 9.66765761°E

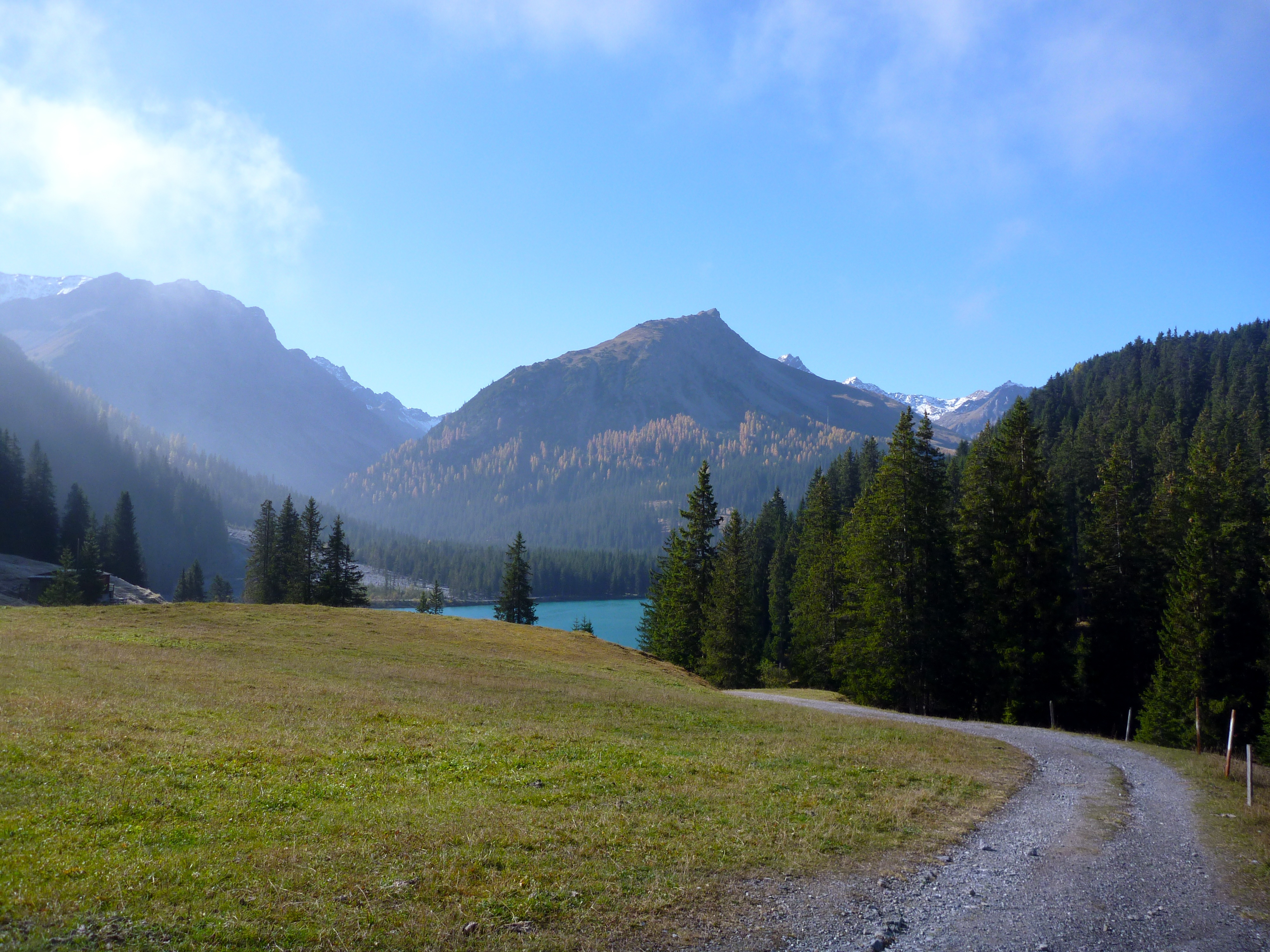

沙弗呂格山（Schafrügg），是瑞士的山峰，位於該國東南部，由格勞賓登州負責管轄，屬於普萊蘇爾阿爾卑斯山脈的一部分，該山峰海拔高度2,371米。